# LXXXVII. Armeekorps
LXXXVII. Armeekorps var en tysk armékår under andra världskriget. Kåren sattes upp den 5 november 1942.

## Befälhavare
Kårens befälhavare:
- General der Artillerie Erich Marcks  5 november 1942–1 augusti 1943
- General der Infanterie Gustav-Adolf von Zangen  1 augusti 1943–17 mars 1944

Stabschef:
- Oberst Werner Ehrig  1 november 1942–10 juni 1943
- Oberst Walter Nagel  10 juni 1943–17 mars 1944